# Dykkerklokken og Sommerfuglen
Dykkerklokken og Sommerfuglen (fransk: Le Scaphandre et le Papillon) er en fransk film fra 2007 instrueret af Julian Schnabel. Den er baseret på erindringer af Jean-Dominique Bauby i den franske bog Le Scaphandre et le Papillon. Filmens premiere fandt sted under Filmfestivalen i Cannes 22. maj 2007.

## Medvirkende
- Mathieu Amalric som Jean-Dominique Bauby
- Emmanuelle Seigner som Céline Desmoulins
- Marie-Josée Croze som Henriette Durand
- Anne Consigny som Claude
- Patrick Chesnais som Dr. Lepage
- Niels Arestrup som Roussin
- Olatz Lopez Garmendia som Marie Lopez
- Jean-Pierre Cassel som Père Lucien/Vendeur Lourdes
- Marina Hands som Joséphine
- Max von Sydow som Papinou